# Brandon Curry

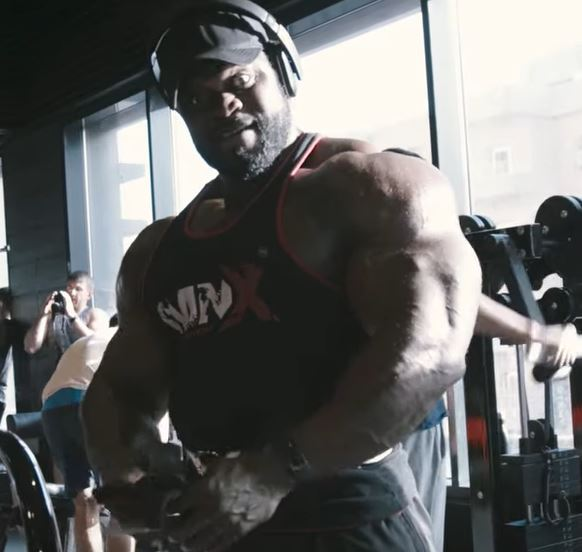
Brandon Curry, 2020

Brandon Curry (* 19. Oktober 1982 in Nashville, Tennessee) ist ein US-amerikanischer professioneller Bodybuilder und ist Titelträger des Mr. Olympia 2019. Im Jahr 2020 konnte er seinen Titel nicht verteidigen und wurde hinter Mamdouh Elssbiay Zweiter.

## Wettbewerbserfolge
- 2022 IFBB Arnold Classic, 1. Platz
- 2021 IFBB Mr. Olympia, 2. Platz
- 2020 IFBB Mr. Olympia, 2. Platz
- 2019 IFBB Mr. Olympia, 1. Platz
- 2019 IFBB Arnold Classic, 1. Platz
- 2017 IFBB Ferrigno Legacy, 1. Platz
- 2017 IFBB Arnold Classic Australia, 1. Platz
- 2017 IFBB New Zealand Pro, 1. Platz
- 2016 IFBB Arnold Classic Asia, 3. Platz
- 2016 IFBB Vancouver Pro, 2. Platz
- 2016 IFBB Chicago Pro, 3. Platz
- 2015 IFBB Toronto Pro, 1. Platz
- 2013 IFBB Arnold Classic South America, 1. Platz
- 2011 IFBB Toronto Pro, 3. Platz
- 2008 NPC USA Championships, 1. Platz
- 2007 NPC USA Championships, 2. Platz
- 2006 NPC Junior National Championships, 2. Platz